# Kalamity
Maggy Goyette, conosciuta col nome d'arte di Kalamity (Granby, ...), è una wrestler canadese che attualmente lavora soprattutto per la NCW Femmes Fatales e che in passato ha anche lottato per federazioni come la ALF e la JAPW.

## Carriera nel pro wrestling

### Gli inizi (2004-2009)
Kalamity ha iniziato a frequentare il wrestling grazie al suo ex-fidanzato che spesso la portava a show di wrestling che subito le piacquero a tal punto che nel giro di pochi mesi iniziò a lavorare come manager a bordo ring per diversi wrestler. Dopo poco le fu chiesto di iniziare ad allenarsi come wrestler e così iniziò la sua carriera come wrestler professionista. Dopo un duro allenamento di 6 mesi Kalamity ha fatto il suo debutto nel pro wrestling e da allora ha continuato a lottare quasi esclusivamente nella zona del Québec, allontanandosi raramente solo per lottare nell'Ontario e una volta nel New Jersey, Stati Uniti dove ha perso contro LuFisto in un numero 1 Contender's Match per il titolo femminile detenuto da Sara Del Rey. Nei primi anni della sua carriera Kalamity ha lavorato soprattutto per la GEW e per la ALF, una federazione tutta al femminile con sede a Montreal, dove ha iniziato a sviluppare la sua gimmick di "regina del terrore" che l'ha poi accompagnata dal 2009 ai giorni nostri.

### nCw Femmes Fatales (2009-presente)
Con la chiusura della ALF LuFisto e Stephane Bruyere decisero di rilanciare una nuova categoria femminile nella zona di Montreal e questa volta col supporto della Northern Championship Wrestling. Con LuFisto a lavorare come Multimedia Designer e contatto per le wrestler e Stephane Bruyere i due annunciarono il debutto della NCW Femmes Fatales per il 5 settembre. Kalamity è stata una delle 18 wrestler ad essere scelte per lo show di debutto dove lei ha lottato in un Fatal 4 Way ad eliminazione che ha visto la presenza anche di Anna Minoushka, Mary Lee Rose e Roxie Cotton. Kalamity vinse il match eliminando per ultima Mary Lee Rose per sottomissione, guadagnandosi così il diritto di lottare contro una wrestler statunitense al secondo show che si sarebbe tenuto il 6 febbraio 2010. Il 6 febbraio, al secondo show, Kalamity ha lottato contro Cheerleader Melissa nel Main Event dello show ma ha perso per squalifica quando Cat Power è intervenuta ad attaccare Melissa. Le due hanno poi pestato la Californiana fin quando LuFisto non è intervenuta a salvarla portando così ad un Main Event No DQ Tag Team Match che è iniziato in quello stesso momento. A vincere il match è stato il team di LuFisto e Cheerleader Melissa che si è portata a casa la vittoria quando Melissa ha messo a segno il suo Air Raid Crash su Kalamity. Per il terzo show fu annunciato un Torneo per l'nCw Femmes Fatales Championship al quale ha preso parte anche Kalamity che nel primo round, che si è tenuto il 5 giugno 2011, ha sconfitto la debuttante Sweet Cherrie con il suo Kalamity Driver. Nel Volume successivo, il 23 ottobre 2010, Kalamity è stata sconfitta nell'Opening Match da LuFisto venendo così eliminata dal torneo. Quella stessa sera Kalamity ha assestato un Kalamity Driver su LuFisto durante il corso del finale con Portia Perez. Nonostante ciò LuFisto riuscì a vincere il titolo e Kalamity nel frattempo fu scortata nel Backstage da Mercedes Martinez.
La rissa che scoppiò tra Kalamity e Mercedes Martinez nel Main Event del Volume 4 ha portato le due a sfidarsi in un Singles Match nel Volume 5, il 12 marzo 2011, ma nonostante tutto Kalamity non è riuscita a portarsi a casa la vittoria venendo schienata dopo un Fisherman Buster. Nel post match Mercedes le ha offerto una stretta di mano che Kalamity ha però rifiutato. Le due si sono poi affrontate nuovamente nel Main Event del Volume 6, che si è tenuto il 4 giugno 2011, in un Tag Team Match che ha visto Mercedes fare coppia con Cheerleader Melissa e Kalamity fare coppia con Portia Perez. Dopo un match molto lottato ad ottenere la vittoria è stato il team di Mercedes e Melissa che hanno ottenuto la vittoria con un Air Raid Crash sulla Perez.

### Northern Championship Wrestling (2010-presente)
Kalamity ha fatto il suo debutto per la Northern Championship Wrestling (nCw), la promotion sorella della NCW Femmes Fatales, il 1º maggio 2010 in un Singles Match contro Mary Lee Rose. Il match finì in No Contest quando Anna Minoushka ha attaccato Mary Lee Rose. Nel post match LuFisto ha effettuato un promo annunciando il ritorno sul quadrato di una Wrestler che nel passato aveva avuto un lungo feud con Kalamity. Proprio in quel momento Sweet Cherrie ha fatto il suo ritorno attaccando Anna Minoushka e Kalamity sfidandole poi ad un tag team match per ChallangeMania 18. Il 15 maggio 2010, a Challangemania 18, Kalamity e Anna Minoushka hanno sconfitto Sweet Cherrie e Mary Lee Rose con uno Spear di Anna su Mary.
Dopo un'intera estate di assenza Kalamity è tornata in nCw il 4 settembre 2010 dove ha sconfitto in uno squash match Angie Skye. Il 2 ottobre, per creare hype attorno alla sua contesa con LuFisto per il 23 ottobre all'evento NCW Femmes Fatales, Kalamity ha fatto coppia con Chakal perdendo contro LuFisto e Van Hawk. Dopo aver perso contro LuFisto nella nCw Femmes Fatales, nel Volume 4, Kalamity ha fatto coppia con Joey Sopra il 4 dicembre 2010 lottando contro LuFisto e Angie Skye, tuttavia il match è finito in No Contest dopo che Angie Skye ha turnato Heel su LuFisto attaccandola con la sua stessa cintura e alleandosi di conseguenza con Kalamity e Joey Soprano. Il feud tra le due non ha fatto altro che incrementare e l'8 gennaio 2011 le due si sono sfidate in un Tag Team Match che ha visto Kalamity fare coppia con la sua nuova alleata Angie Skye e LuFisto fare coppia con la sua prima allieva Sweet Cheerie. Ad ottenere la vittoria è stato il team della campionessa che ha ottenuto la vittoria mettendo a segno il Kalamity Driver proprio su Angie Skye. Nel post match Kalamity ha lanciato una sfida a LuFisto per l'nCw Femmes Fatales Championship a PowerPlay; sfida che è stata accettata da LuFisto. Il 22 gennaio 2011, a PowerPlay, LuFisto ha mantenuto il proprio titolo contro Kalamity in un match molto combattuto dopo aver messo a segno il proprio Burning Hammer per il conto di 3.
Dopo quella sconfitta Kalamity si è un po'  allontanata dal giro titolato e si è dedicata un po'  al suo record personale in nCw, concentrandosi soprattutto sulle vittorie. Kalamity ha infatti iniziato una winning streak, sconfiggendo prima il 5 febbraio 2011 la Sherbrooke Connection (Kira & Loue) facendo coppia con Angie Skye, poi la sua stessa compagna Angie Skye il 7 maggio 2011 e ha poi vinto un Triple Threat il 14 maggio 2011 a Challangemania 2011 sconfiggendo Angie Skye e Kira. Il 18 giugno 2011 Kalamity ha turnato Face attaccando Joey Soprano al termine di un match titolato tra LuFisto e Angie Skye. Al termine dell'attacco Kalamity e LuFisto si sono poi strette la mano in segno di rispetto consolidando così anche un'alleanza.

## In wrestling
- Finishing moves
  - Kalamity Driver (Fireman's Carry Driver)
  - Fisherman Driver
- Signature moves
  - Deathlock Stranglehold
  - Double Knee Smash al paletto
  - Dropkick to Face
  - Running Double Knee Smash alle corde
  - Russian Leg Sweep
  - Spinebuster
  - STO Backbreaker seguito poi da un Reverse STO o un STO
  - Yakuza Kick
- Nicknames
  - "Reine de le Terrure"
- Managers
  - Angie Skye
  - Joey Soprano